# Вшедзень (Західнопоморське воєводство)
Вшедзень (пол. Wszedzień) — село в Польщі, у гміні Постоміно Славенського повіту Західнопоморського воєводства.
Населення — 130 осіб (2011).
У 1975-1998 роках село належало до Слупського воєводства.

## Демографія
Демографічна структура станом на 31 березня 2011 року:
|          | Загалом | Допрацездатний вік | Працездатний вік | Постпрацездатний вік |
| -------- | ------- | ------------------ | ---------------- | -------------------- |
| Чоловіки | 69      | 26                 | 42               | 1                    |
| Жінки    | 61      | 15                 | 36               | 10                   |
| Разом    | 130     | 41                 | 78               | 11                   |